# Villafruela
Villafruela est une commune d'Espagne dans la communauté autonome de Castille-et-León, province de Burgos. Elle s'étend sur 52,01 km2 et comptait environ 230 habitants en 2011.